# I’ve Seen It All
I’ve Seen It All ist ein Lied von Sängerin Björk aus dem Soundtrack zum Film Dancer in the Dark, das im Juli 2000 erschien.

## Entstehung und Veröffentlichung
Geschrieben wurde das Lied von der Interpretin selbst, zusammen mit den Koautoren Sigurjón Sigurðsson (Sjón) und Lars von Trier, die Björk beim Komponieren der Musik unterstützten. Björk zeichnete zudem auch für die Produktion verantwortlich, mit der Unterstützung von Mark Bell.
Die Erstveröffentlichung von I’ve Seen It All erfolgte am 21. Juli 2000 als kostenloser Download. In einigen Ländern erschien es darüber hinaus auch als Promo-Single. Am 11. September 2000 erschien es erstmals als offizielle Veröffentlichung, als Teil des Soundtracks zu Dancer in the Dark bei den Musiklabels One Little Independent Records und Polydor (Katalognummer: 549 204-2). Am 4. November 2002 erschien das Lied zudem als Teil von Björks Boxset Family Tree (Katalognummer: 570 951-2).
Das Lied wurde in Dancer in the Dark von Schauspieler Peter Stormare interpretiert; Björk nahm ihren Gesang in einem Studio in Las Vegas auf. Auf dem Soundtrackalbum ist der Duettpartner Thom Yorke von der britischen Rockband Radiohead zu hören. Yorke wünschte sie sich bereits vorher als Duettpartner und bezeichnete ihn als ihren Lieblingssänger in Interviews. Beide sangen das Lied gemeinsam in einem spanischen Studio ein. Die Aufnahmen dauerten vier Tage.

## Inhalt und Stil
Das Lied ist aus der Sicht von Selma, der Hauptfigur, stimmlich als auch körperlich verkörpert von Björk, geschrieben. Sie äußert sich gegenüber ihrem Freund, einem Arbeitskollegen, mit dem sie eine romantische Beziehung pflegt, dass sie die Blindheit, die sie langsam befällt, akzeptiert hat und alles schon gesehen hat. Der Freund, verkörpert von dem Duettpartner, wirft Dinge ein, die die Erzählerin noch nicht gesehen hat, sowohl Bauwerke wie die Große Mauer oder den Eiffelturm, aber auch empfindsame Momente, wie die Hand ihres noch ungeborenen Enkels. Selma gibt sich am Ende dennoch überzeugt, alles schon gesehen zu haben. Das Lied wurde um Geräusche aus dem Film ergänzt. Dies sollte an die Musique concrète erinnern. Es sind dabei Alltagsgeräusche wie Züge, aufeinander geschlagenes Metall oder auch Wind- und Flussgeräusche zu hören, die die Instrumente an manchen Stellen ersetzten. Verwendet wurden außerdem Geigen und ein Techno-Beat.

## Mitwirkende
- Mark Bell – Produktion
- Björk Guðmundsdóttir – Chor-Arrangement, Gesang, Komposition, Liedtext, Produktion
- Vince Mendoza – Arrangement, Dirigent, Orchestration
- Guy Sigsworth – Arrangement
- Sigurjón Sigurðsson (Sjón) – Komposition
- Mark Stent – Abmischung
- Lars von Trier – Komposition
- Thom Yorke – Gesang[9]

## Rezeption

### Rezensionen
Auf Opus.fm wurde I’ve Seen It All von Paul Morton besonders hervorgehoben. Auf dem kompletten Soundtrack sei Björks Stimme herausragend, aber am beeindruckendsten sei sie bei diesem Song. Alexandra Flood von MTV bezeichnete den Song als Mittelpunkt des Soundtracks. Ryan Schreiber war auf Pitchfork Media jedoch wenig begeistert und fand das Duett nicht sehr passend. Während Björk intensiv singen würde, würde Yorke eher desinteressiert wirken.

### Preise und Auszeichnungen
Das Lied wurde bei der Oscarverleihung 2001 als „Bester Song“ nominiert, verlor aber gegen Things Have Changed von Bob Dylan aus Die WonderBoys. Sie durfte bei der Veranstaltung auftreten und wurde von einem 55-köpfigen Orchester begleitet, jedoch ohne Duettpartner. Dabei trug sie ein Kleid, das einen Schwan imitierte, das von vielen Zuschauern als bizarr empfunden wurde.

## Coverversionen
Bonnie 'Prince' Billy nahm den Song 2007 für sein Album Ask Forgiveness auf. Die Version ist stark reduziert und dadurch stärker textbetont. Sie kommt ohne Duett aus.